# Rhôme
Cet article possède des paronymes, voir Rhône (rivière) et Rhône.
Pour les articles homonymes, voir Rhome (homonymie).
Le Rhôme est une rivière française du pays sous-vosgien située dans la partie nord-ouest du département du Territoire de Belfort.

## Géographie
La longueur de son cours-d'eau est de 11,5 km,
Il prend sa source sur les hauteurs d'Auxelles-Haut, dans le massif de la Planche des Belles Filles, et draine Auxelles-Bas, puis Lachapelle-sous-Chaux et enfin se jette dans la Savoureuse à Sermamagny.
Ses principaux affluents sont: la Goutte le Heu, le Combois et le ruisseau des Ayeux.
C'est un torrent : il existe des écarts considérables entre son étiage, par temps sec d'été ou d'hiver, et son débit de crue (pendant la fonte des neiges par exemple).